# Confrérie de la Passion
Confrérie de la Passion ist ein 1398 begründeter Verein Pariser Bürger, der die Konzession zur Aufführung der Passionsspiele erworben hatte. 1402 wurde er von Karl VI. mit einem Freibrief beliehen.
Die Konkurrenz, welche sie von der Genossenschaft der Bazoche und später von der Gesellschaft der Enfants sans souci erfuhr, nötigte sie, mit Berufsschauspielern zu arbeiten und weltliche Elemente in die Passionsspiele aufzunehmen. Berühmt war das von ihr aufgeführte umfangreiche Mystère de la Passion. Die Confrérie de la Passion gab ihre Vorstellungen zuerst in Saint-Maur bei Paris, dann in Paris im Hôtel de la Trinité, seit 1539 im Hôtel de Flandre, zuletzt im Hôtel de Bourgogne. Die Einrichtung ihrer Bühne war die für Mysterienspiele damals übliche und bestand aus drei Teilen. Später durch Parlamentsbeschluss unterdrückt, fand die Confrérie de la Passion 1615 ihr definitives Ende.
Dieser Artikel basiert auf einem gemeinfreien Text aus Meyers Konversations-Lexikon, 4. Auflage von 1888 bis 1890.